# Enrique Urrutia Manzano
Enrique Urrutia Manzano (Concepción, 30 de enero de 1900 - Santiago de Chile, 30 de mayo de 1991) fue un magistrado chileno y Presidente de la Corte Suprema de Chile entre 1972 y 1975.
Estudió en la Universidad de Concepción y desempeñó la carrera judicial. Nombrado presidente de la Corte Suprema en 1972, apoyó el Golpe de Estado de 1973 y en 1974 entregó la banda presidencial a Augusto Pinochet.
Finalizado su mandato fue nombrado miembro del Consejo de Estado de Chile, organismo del que formó parte desde su creación en 1976 hasta su disolución, momento en que ostentaba el cargo de vicepresidente. Tras su jubilación se desempeñó también como abogado integrante en la Corte Suprema, hasta muy poco antes de su fallecimiento.